# Ordenen de l'Union Parfaite
Ordenen de l'Union Parfaite, eller Ordre de la Fidélité var en dansk hoforden, som dronning Sophie Magdalene stiftede i 1732 til minde om sit lykkelige ægteskab. Det var den første danske orden, der også kunne bæres af kvinder, og den blev typisk givet til ægtepar, der levede harmonisk og lykkeligt. Den blev uddelt indtil enkedronningens død i 1770. Sophie Magdalene var ordensherre. Der var kun én klasse.
Inspirationen for ordenen var muligvis l'Ordre de la Sincérité, indstiftet i 1705 i Brandenburg-Bayreuth, og som i 1792 blev omdannet til den preussiske Røde Ørns Orden.

## Insignier
Ordenstegnet bestod af et hvidemaljeret kors med svagt ubøjede arme og kongekroner i korsenderne. I midten af korset var der placeret en blå midtmedaljon prydet af kongeparrets fælles monogram. I to af korsvinklerne var placeret Brandenburgs røde ørn med Hohenzollerns brystskjold, i de to øvrige fandtes den norske løve. Bagsiden bar indskriften «IN FELICISSIMÆ UNIONIS MEMORIAM», hvilket betyder «til minde om den lykkeligste forening». For særlig begunstigede modtagere kunne ordenstegnet udstyres med ædelstene eller andet kostbart materiale. Ordensbåndet var lyst blåt med sølvkanter.